# Standbeeld van Frans II Rákóczi
Het Standbeeld van Frans II Rákóczi in Košice is een sculptuur dat de Hongaarse vorst van Transsylvanië, Frans II Rákóczi (°1676 - † 1735) voorstelt.

## Opbouw
Het kunstwerk is vervaardigd in brons, meet 2,30 meter hoog en weegt 500 kg. Het staat op een sokkel van gepolijst graniet die een hoogte heeft van 70 cm, een breedte van 3 meter, en 8 ton weegt.

## Locatie
Het sculptuur staat opgesteld in de Hrnčiarska-straat 7, tegenover het museum Rodošto.

## Geschiedenis
Het beeld is het oeuvre van de Hongaarse kunstenaar Sándor Győrfi uit Karcag.
Het werd plechtig ingehuldigd op 3 april 2006, ter gelegenheid van de:
- 330ste verjaardag van de geboorte van Rákóczi (27 maart 1676),
- 100ste verjaardag van de overbrenging van zijn stoffelijk overschot naar Košice.

Daar werd prins Rákóczi op 29 oktober 1906 herbegraven in een crypte in de Sint-Elisabethkathedraal. Op deze plaats liggen ook zijn moeder Ilona Zrínyi en zijn oudste zoon József (°1700 - † 1738).